# Andrena mohavensis
Andrena mohavensis är en biart som beskrevs av Ribble 1974. Andrena mohavensis ingår i släktet sandbin, och familjen grävbin. Inga underarter finns listade i Catalogue of Life.